# Ionela Bruchental-Pop
Ionela Bruchental-Pop (n. 14 mai 1973, orașul Câmpulung Moldovenesc, județul Suceava) este un politician român, fost membru al Parlamentului României. Ionela Bruchental-Pop a fost aleasă  deputat pe listele PD, care a devenit ulterior PDL. Ionela Bruchental-Pop a fost membru în grupul parlamentar de prietenie cu Republica Polonă.  